# Maria Eduarda Ferreira Sampaio
Maria Eduarda Ferreira Sampaio, citata semplicemente come Duda e Duda Sampaio (Jequeri, 18 maggio 2001), è una calciatrice brasiliana, centrocampista del Corinthians e della nazionale brasiliana.

## Carriera

### Club
Nata a Jequeri, nello stato federato del Minas Gerais, Duda ha iniziato la sua carriera con l'América Mineiro, facendo la trafila delle giovanili del club di Belo Horizonte fino a essere inserita in rosa con la prima squadra debuttandovi nel 2017, disputando la Série A2, secondo livello del campionato brasiliano femminile di calcio, e conquistando il suo primo trofeo in carriera, quello del campionato Mineiro di categoria. Rimasta anche la stagione successiva, scesa in campo da titolare già all'età di 16 anni, contribuisce a far vincere il suo club l'ottavo campionato interstatale senza tuttavia riuscire a raggiungere la promozione n Série A1.
In vista della stagione 2019 decide di lasciare la società per trasferirsi alle rivali cittadine del Cruzeiro, squadra appena ricostituita, seguendo il suo allenatore Hoffmann Túlio Coelho Batista e firmando un contratto triennale. Iscritta direttamente alla Série A2, la squadra si rivela sufficientemente competitiva per disputare un campionato di vertice, riuscendo ad agguantare la qualificazione alle semifinali ottenendo di conseguenza la promozione in Série A per la stagione 2020. dopo una terza stagione con la maglia del Cruzeiro, il 30 dicembre 2021 Duda ha scelto di lasciare il club in quanto in scadenza di contratto.
Il 19 gennaio successivo ha firmato per l'Internacional.

### Nazionale
Duda inizia ad essere convocata dalla Federcalcio brasiliana per vestire la maglia della formazione under 20 dal 2019, disputando alcune amichevoli prima di essere inserita in rosa con la squadra che affronta il campionato sudamericano di categoria. Il torneo, previsto per il 2020 in Argentina, dopo aver giocato la prima fase prima dell'inizio della seconda, con il Brasile qualificato, viene prima sospeso e poi definitivamente cancellato a seguito delle misure atte a contenere la pandemia di COVID-19 in America meridionale. Con la U20 Duda colleziona complessivamente 7 presenze, 4 delle quali nel torneo ufficiale CONMEBOL.
In quello stesso anno arriva anche la prima convocazione in nazionale maggiore, chiamata dalla selezionatrice Pia Sundhage in occasione dello stage di preparazione del 2 settembre 2020. In seguito Sundhage la inserisce in rosa con la squadra che disputa la Copa América di Colombia 2022, facendo il suo debutto il 10 luglio, rilevando Ary Borges nel secondo tempo nella vittoria per 4-0 sull'Argentina.

## Palmarès

### Nazionale
- Argento olimpico: 1

Parigi 2024
- Coppa America: 2

2022, 2025